# Atlético Olimpo Asociación Mutual
Atlético Olimpo Asociación Mutual, también conocido como Olimpo de Laborde o simplemente Olimpo, es una entidad deportiva argentina, cuya actividad principal es el fútbol.
Fundado el 30 de agosto de 1911 por Francisco y Luis Bracamonte, oriundos de la ciudad de Bahía Blanca. Tiene su sede en San Martín 148, en pleno centro de la localidad de Laborde en la provincia de Córdoba.
Forma parte de la Liga Regional de Fútbol Adrián Beccar Varela, a través de la que está indirectamente afiliado a la AFA, en la cual fue campeón un total de 16 veces, y solo superado por Atlético de Pascanas con 17 títulos.
Su mayor logro deportivo lo obtuvo cuando se consagró campeón del Campeonato Provincial de Clubes de Primera División 2020/21, al derrotar a Almafuerte de Las Varillas, con el cual clasificó al Torneo Regional Federal Amateur 2021, disputando por primera vez en su historia un campeonato nacional de AFA.
El color que lo identifica es el amarillo con franjas azules, con los cuales fueron diseñados el escudo y la casaca deportiva, basados en el Club Olimpo, equipo en el que simpatizaban los fundadores.
El equipo juega de local en el Estadio Coco Bordi, que se encuentra ubicado en el barrio Los Médicos (al norte de la localidad) y cuenta con una capacidad para 3000 espectadores.
Junto con Recreativo protagoniza el clásico de Laborde (en el cual, domina el historial de enfrentamientos).
Básquet: 
Logros: campeón 2 veces de la Liga Prosur, 3° en la categoría u13, 3° en la categoría u18

## Historia

### Fundación
En 1908, dos hermanos de apellido Bracamonte, futbolistas oriundos de Bahía Blanca, quienes viajaron a realizar tareas rurales, introdujeron a manera de distracción este juego. Lograron conformar un equipo de fútbol. Así fue como a instancia de los jugadores de ese entonces oriundos de la ciudad de Bahía Blanca, se tomó el nombre del club homónimo de aquella ciudad. Lo mismo ocurrió con sus colores, pero equivocando el negro con el azul marino. Así fue que para el 30 de agosto de 1911, fue fundado el club, bajo el nombre de Olimpo Foot ball Club. Carlos, Ángel y José Galli, Isaías Cavia, Eliodoro Suárez, José y Francisco Bilbao, Silvano Marelli, Pastor Basualdo, Adriano Fratti, Francisco y Luis Brancamonte, Arturo Pamperin, Francisco Marioni, Francisco Merlo, Miguel Giordano y Eugenio Galassi, ayudaron a fundar el club.
El primer presidente del club fue Isaías Cavia, otros citan a Damián Alzugaray.

### 1917-1937: Primer estadio y cambio de nombre
El primer estadio se instaló en terrenos adquiridos al Señor Eugenio Galassi ubicado en la Manzana N.º30 del pueblo Juan María Laborde, cuyas dimensiones alcanzaban Diez mil metros cuadrados, se inauguró en 1917. El mismo estaba cercado con un tejido de alambre de dos metros de altura y rodeado de ligustros, contaba con una cancha de fútbol, una de basquetball, dos de bochas, vestuarios, baños, un molino y motor eléctrico para el servicio de agua caliente.
Mediante Acta N.º 617 del 16/09/1934 ratificando una Asamblea General Extraordinaria efectuada el 09/09/1934 se determina modificar el nombre de la institución para obtener la respectiva Persona Jurídica ante el Superior Gobierno de la Provincia de Córdoba. La nueva denominación pasa a ser Club Atlético Olimpo.
Conformado el equipo, Olimpo empezó a hacer sus campañas futbolísticas. En el año 1935 presentó un equipo que estaba encaminado a afianzar deportivamente al club: Vicente Baggini, Tosi, Grippo, Villarruel, Egea, Rossi, Cervino, Audisio, Grosso, Bhur y Agüero.
Con fecha 18 de agosto de 1937 según consta el acta N.º 744 se aprueba la construcción de un galpón para guardar el camión y una secretaría en el Club sobre calle Manuel Estrada.

### 1938-1959: Primer título oficial del club, obtención de Personería Jurídica, nuevo estadio y construcción de la pileta
En el año 1938, Olimpo se proclama campeón del primer torneo oficial de la Liga Regional de Fútbol Adrián Beccar Varela, saliendo primero en la 1.ª y 2.ª rueda. El equipo formó: Pedro Cuello, Luis Enrique Marioni, Manuel Paredes, Rafael Chacon, Guido Rossi, Carlos Agüero, Manuel Castro, Remo Audisio, César Rossi, Juan Scott, Bautista Asuni y Alfredo Tosi. Dt: Guido Rossi
Por acta N.º 796 bis de la fecha 27 de agosto de 1939 se realiza una Asamblea General Ordinaria donde se aprueban los nuevos estatutos que regirán los destinos de la nueva institución, propuestos por una comisión de estudio integrada por Ángel Viccini, Claudio Mansilla y Domingo Gallucci. De esta manera obtiene su personería jurídica por Decreto N.º 48800 Serie "A" de fecha 9 de septiembre de 1940.
Corría el año 1942 y los dirigentes veían un Laborde pujante, que a fuerza de trabajo crecía día a día, y que ese crecimiento debía ser acompañado por sus instituciones. Las expectativas de aumento de la población presagiaban la necesidad de adaptarse estructuralmente a un futuro promisorio. Fue así como con fecha 15/11/1942 se realiza una Asamblea General Extraordinaria de socios para tratar la adquisición de un terreno ubicado en calle Lamadrid entre Lavalle, San Martín y Alvear para construir un nuevo estadio a la institución. Aprobada la propuesta, se compra a la Señora Teresa Bisay de Gilardoni el terreno de 19.800 metros cuadrados en la suma de $5400 a cinco años de plazo a pagar a partir del 1 de enero de 1943 con un interés del 6,5% anual. Inmediatamente en la Asamblea General de socios del 27/12/1942, se aprueba la venta del terreno del antiguo estadio.
En marzo de 1943 se integra la Subcomisión Stadium con los señores Ildefonso Pérez y Pérez, Domingo Gallucci, Héctor Audisio y César Rossi.
En abril de 1943, aparece el "Proyecto Carlos Gilardoni" que consiste en solicitar la cooperación de asociados y simpatizantes para la construcción del nuevo estadio, proyecto que logró el apoyo mayoritario solicitado. El Señor Carlos Gilardoni será nombrado en enero de 1945 como Intendente de Estadio.
En mayo de 1943 se contrata al Señor Máximo Machado en $900 para que efectúe la nivelación total del terreno. Se decide quemar un horno de 120.000 ladrillos los que serán utilizados en la construcción del mismo.
En octubre de 1943 se realiza el pozo surgente de la cancha a cargo del Señor Juan Renz que una vez concluido llegó a generar 10.000 litros de agua por hora y se aprueba la construcción de la pileta de natación. También en octubre de 1943 se emiten Acciones Pro-Estadio: 25 Acciones de $100 c/u, 50 acciones de $50 c/u y 50 acciones de $25 c/u. Se organizó una Rifa con el objetivo de generar recursos para el financiamiento de la obra.
En mayo de 1944 se colocan ligustros alrededor de la cancha y en junio se colocan los arcos de la cancha de fútbol de madera, los que posteriormente fueron cambiados por arcos de caño.
En noviembre se instala el mástil con la bandera azul y amarilla junto a la bandera Argentina.
También en mayo de 1944 se solicita un subsidio al Presidente de la Nación y al Ministerio de Obras Públicas, gestiones que se mantuvieron permanentemente y permitieron recibir $10000 m/n c/l y en junio se gestiona un crédito en el Banco de la Provincia de Córdoba.
Posteriormente en noviembre de 1944 se obtiene un nuevo préstamo en la citada entidad crediticia por $10000 m/n c/l con la garantía solidaria de los miembros de la Comisión Directiva.
En enero de 1945 se plantan 500 eucaliptos, estas plantas ya no existen. La decisión de quitarlas produjo discusiones propias ante la decisión tomada.
En abril se saca el tejido existente en la vieja cancha y se lo traslada a la nueva y en julio se alambra el nuevo estadio.
En julio se recibe la orden del Ministerio de Obras Públicas de retirar 550 plantas del Vivero Colonia Hogar Dalmacio Vélez Sarsfield para utilizar dentro del complejo que se estaba construyendo. Y fue en julio que se decide construir la cancha de tenis y a la vez se piden reglamentos a la Confederación Argentina de Pelota a Paleta para diseñar la cancha. La construcción de las canchas de tenis se hacen bajo la supervisión y el asesoramiento de técnicos del Sport Social Club de Villa María, y los planos de la cancha pelota a paleta son confeccionados por el Ingeniero Augusto Puga.
Durante el año 1946 se construye el Salón para Bufet del estadio y se solicita a los socios un metro cuadrado de mosaicos a cada uno, para la construcción de un playón para pista de baile y piso de la cancha de frontón.
Con fecha 28/06/1946 se conforma la Comisión Pro-inauguración del Nuevo Estadio compuesta de la siguiente manera: Presidente: Carlos Gilardoni, Vicepresidente: Máximo Heuser, Secretarios: Federico Baggini y Juan Carlos Molina, Tesoreros: Rómulo Luciano y Enrique Theiler.  El día 8/11/1946 cuando en la reunión de Comisión Directiva registrada bajo Acta N.º 1128 se establece como fecha de inauguración del estadio el 1.º de diciembre de 1946 a las 12 horas.
En octubre de 1947 se pone en venta el loteo de la cancha vieja con condiciones generales de entrega 10% al contado y el saldo en 50 cuotas sin intereses.
En noviembre de 1950 el Señor Roberto Ferreri construye los tableros y los aros para la cancha de básquet.
En 1953 se cambia el techo del Bufet instalando en el mismo techo de ladrillo armado y en octubre de 1955 se construye el nuevo escenario, el cual es techado el día 20 de noviembre de 1955.
Durante el año 1956, se pone el tejido para pelotas atrás de los arcos y se instala quema-tuti para obtener agua caliente.
El 18/05/1958 se realiza una Asamblea General Extraordinaria de socios y se decide la construcción de la pileta de natación.
El 20 de diciembre de 1959 se inaugura oficialmente el nuevo natatorio del club.

### 1960-1969: Sede Social y Campeonatos de 1960, 1965 y 1966
Fue en el año 1960 cuando se reorganiza definitivamente la Liga Regional de Fútbol Adrián Beccar Varela. Comenzó el campeonato contra el clásico en cancha de Recreativo, el resultado fue 0 a 0. En la 5.ª fecha Italo Devalle (arquero) se fue del club. Olimpo buscó a Julio Rosendo Peludero (arquero de Recreativo), el club rival pidió $55000 pesos, los cuales Olimpo juntó en menos de una hora por el aporte de los socios los cuales pusieron $1000 cada uno. Ese año hubo un triple empate de puntos entre Olimpo, Lambert de Monte Maíz e Independiente de Pascanas, Olimpo venció 1 a 0 a Lambert en cancha de Independiente y empató 2 a 2 contra Independiente en cancha de Lambert, mientras que Independiente y Lambert empataron 0 a 0 en cancha de Olimpo. Integraron aquel plantel: Julio Rosendo Peludero, Italo Devalle, Ezio Galli, Edgardo Primo, José Cuello, Héctor Bustamante, Miguel Ángel Martino, Hugo Gentile, Osvaldo Sandroni, Florencio Tranquilino Mello, Carlos Sandroni, Ismael Durand y Atilio Julio Lucantoni. Dt: Orfilio Pedernera, luego Guido Rossi.
Luego de ganar el Campeonato, los integrantes de la Comisión Directiva decidieron que el club debía tener una Sede Social. Eligieron un inmueble en el centro de la localidad en calle San Martín N.º 148, propiedad del Señor Dante Ciriaco Soliani y lo adquirieron escriturando el mismo a nombre de los Señores Federico Rinaldo Tosi, Aurelio Celestino Galassi, Rodolfo Vicente Barabani, Camilo Salvay y Néstor Francisco Manelli. Con fecha 23/11/1961 mediante escritura N.º 234 labrada por el escribano José María Videla la institución logró la titularidad del inmueble de 1000 metros cuadrados con frente a calle San Martín en la manzana N.º 51 del pueblo Juan María Laborde en $650000. La citada escritura dictaba que esta compra la efectúan con dinero y para el Club Atlético Olimpo quien deberá aceptar dicha manifestación una vez que la Asamblea General de asociados de la institución haya autorizado a la Comisión Directiva para ello. Posteriormente mediante Escrituta N.º 383 del 21/12/1966, ante el mismo escribano José María Videla se realiza la correspondiente "Aceptación de Dominio".
La propiedad se encontraba deteriorada, razón por la cual el Club efectuó inversiones para arreglos de la estructura, amoblar y decorar.
Para la remodelación se contó con el apoyo técnico del Arquitecto Verón de la ciudad de Bell Ville.
El día 23 de noviembre de 1961 es inaugurada la Sede Social.
En 1965, Olimpo logra el tercer título de la Liga Regional de Fútbol Adrián Beccar Varela, tras un largo campeonato de todos contra todos, Olimpo termina con una ventaja de 10 puntos sobre el segundo. El primer clásico del año se jugó en cancha de Olimpo, en el primer tiempo ganaba Recreativo 2 a 0, pero en el segundo tiempo Olimpo logra revertir el resultado ganando 4 a 2. El segundo clásico lo gana Olimpo 1 a 0 con gol de Antonio Ramírez. Julián Graffi fue el goleador del campeonato con 31 tantos. Obtuvieron el título los siguientes jugadores: Julio Zamboni, Eugenio Blanco, Mario Óscar Viacava, Juan Alberto Garay, Indalecio Griffa, Héctor Bustamante, Enrique Ballesteros, Manuel Atilio Chacon, Raúl Sperling, Héctor Marineli, Miguel Sanz, Antonio Ramírez, Julián Graffi, Juan Domingo Urquiza, Ismael Durand, Víctor Rodaro y Eladio Demaria. Dt: Federico Baggini.
Luego del campeonato ganado en 1965, tras haber realizado un gran gasto en traer jugadores de afuera, Olimpo presta y vende la mayoría de jugadores y decide participar con un equipo de la localidad de Laborde. Termina el año 1966 siendo campeón invicto, el plantel estaba conformado por: Mario Óscar Viacaba, Óscar Foglia, Juan Alberto Garay, Indalecio Griffa, Carlos Bonetto, Raúl Sperling, Miguel Ángel Nuñez, Manuel Atilio Chacon, Antonio Ramírez, Rafael Chacon, Juan Domingo Urquiza, Eladio Demaria, Óscar Pedernera, José Gauna y Osvaldo Pipliza. Dt: Carlos Bonetto.

### 1970-1979: Obras y Campeonatos de 1971 y 1974
Aprovechando el movimiento económico que producían las grandes rifas, en febrero de 1970 se decide la construcción de un salón para canchas de bochas, en junio del mismo año según Acta 1866 se compra la firma GPC SA de la ciudad de Marcos Juárez un techo metálico autoportante de 15 por 28 metros con sus respectivas columnas y vigas metálicas por la suma de $23850 Ley 18188 puesto en Laborde e instalado. En marzo de 1971 se compran 5435 bloques de cemento a la firma Superlosa Morrison Srl de la localidad de Morrison para construir las paredes y cerrar los cuatro costados del salón. Concluido el mismo se decide dejarlo para salón de fiestas y deportes. La idea original era que las canchas de bochas quedaran bajo nivel, de esa manera posibilitaba darle una doble función, proyecto que resultaba muy costoso. Esta decisión conlleva a construir un nuevo salón que se destina a las canchas de bochas, construcción que se realiza con un fuerte apoyo de la Subcomisión de Bochas. En mayo de 1971 se compra a la firma Francisco Vigliano e Hijos SCA un tinglado nuevo de 28 metros de largo por 13 metros de ancho y 5,20 metros de altura de columna a entregar en julio de 1971.
En agosto del mismo año se comienzan a construir las paredes con la compra de 1500 bloques de cemento y la mano de obra a cargo del Señor Roque Gallucci. Se compran 1211 pies de madera de gazpacho para la construcción de las tres canchas.
En 1971, luego de cinco años con jugadores locales, Olimpo se refuerza y gana la liga, los campeones son: Mario Oscar Viacaba, Carlos Chacon, Juan Domingo Urquiza, Indalecio Griffa, Héctor Lerda, Héctor Bustamante, Julio César Baggini, José Alberto Lazzaroni, Julio Ortiz, Mario Palacios, Humberto Bordi, Oscar Foglia, Hugo Peano, Enzo Carloni, Miguel Ángel Nuñez, Norberto Fiore, Juan Carlos Ferrari, Clemar Bonetto, José Rodríguez, Ricardo Vanerio, José Pablo Baggini, Onofre Fracischetti y Omar Villalva. Dt: Guido Rossi.
El Torneo de 1974, fue un campeonato todos contra todos y Olimpo sacó 10 puntos de ventaja al segundo Sportivo Rural de Santa Eufemia. Los campeones son: Mario Oscar Viacaba, Migue Ángel Reyes, Indalacio Griffa, José Ángel Gauna, Juan Domingo Urquiza, Humberto Bordi, Luis Luna, Jorge Saliba, Julio César Baggini, José Alberto Lazzaroni, Luis Palacios, Mario Rubiolo, Juan Altamirano, Norberto Carignano, Norberto Fiore, Miguel Ángel Nuñez, Juan José Devalle, Julio Benítez, Jorge Rodolfo Vanerio, Daniel Lucantoni y Agustín Reina, Jorge Lezcano. Dt: Jorge Omar Martínez.
En abril de 1976 se decide la remodelación de nuevos baños para damas y caballeros, paralelamente se levanta el piso de mosaicos de la cancha de pelota a paleta y se realiza un nuevo piso de hormigón.
En septiembre del mismo año la Liga Regional de Fútbol Adrián Beccar Varela comunica la exigencia de contar con alambrado olímpico en la cancha de fútbol a partir del campeonato del año 1977. Para esta obra se eliminan cien plantas de eucalipto y se construye el alambrado olímpico, se concluye en mayo de 1977 con una inversión aproximada de 90.000 pesos.
En julio de 1977 se presenta un proyecto para iluminar la cancha de fútbol previendo obtener recursos con una cena a realizarse en el mes de diciembre de 1977 con el sorteo de un automóvil Fiat 125 cero kilómetro; aprobado el proyecto, en septiembre del mismo año se compran seis columnas de hormigón a la firma Mástil SA de Bell Ville. Recién en febrero de 1979 se adquieren treinta y seis artefactos de 1500 watts.

### 1980-1989: Obras, Campeonato de 1987 y cambio de nombre
Corría el año 1980 y a instancias del Poder Ejecutivo Municipal, Intendente Mario Gerlero se formaliza un convenio por el cual la institución cede el espacio necesario para la prolongación de la calle San Martín hasta la calle Alvear y el Municipio se compromete a aportar la totalidad de los ladrillos para la construcción del tapial perimetral del estadio, la mano de obra la realiza la institución. Esto provocó la necesidad de modificar la el ingreso al estadio, eliminando el tradicional arco de material y portón de tejido romboidal por el actual ingreso.
Desde el año 1974 a 1987 transcurrieron 13 años de sequía. Como todos los años se plantea la campaña de fútbol a realizar, y la misma depende de la cantidad y calidad del plantel de jugadores locales y de las posibilidades económicas de lograr refuerzos. Se incorpora a Elvio Bomone, Roberto Luis Settecase, Carlos Lancellotti, Ricardo Bonelli y Roberto Gramajo el cual cumple la suspensión de cinco años por agredir a un árbitro y vuelve a jugar con cuarenta años. Olimpo clasifica a semifinales donde se enfrenta a Renny de Wenceslao Escalante el cual vence a penales. Luego vendrían tres finales contra Lambert de Monte Maíz donde no hubo goles en ninguno de los tres partidos. El tercer partido se disputó en la cancha de Atlético de Pascanas en el cual ganó Olimpo por penales. Ese día, Roberto Gramajo con cuarenta años y después de ciento veinte minutos de partido, cumple su sueño y su promesa de venir caminando desde Pascanas hasta Laborde (19 kilómetros) donde es esperado en la Sede como un héroe. Integraron el plantel: Claudio Bustamante, Elvio Bomone, Alberto Fabián Ferrucci, Miguel Ángel Lucero, Óscar Valentin, Roberto Luis Settecase, Leopoldo Heredia, Marcelo Cuello, Miguel Alonso Bella, Carlos Lancellotti, Roberto Gramajo, Ricardo Bonelli, Ruben Bordi, Adrián Lucantoni, Claudio Bonino, Gustavo Ciriaci, Abel Palmero, Claudio Demaria, Marcelo Berias, Leandro Espinosa, Jorge Stancovich, Daniel Nuñez, José Luis Carancini, Rubén Maldonado, Jorge Berias, Juan Ramón Aba y Néstor Valdez. Dt: Julio César Baggini. Ayudantes: Héctor Bustamante, Oscar Bini y Eduardo Bettini.
La denominación del nombre vuelve a ser modifica nuevamente con fecha 28 de julio de 1988 cuando por Resolución INAM N.º 416 se la reconoce y autoriza a funcionar como Asociación Mutual con la Matrícula 469 de la Provincia de Córdoba, exigencias de en ese entonces Instituto Nacional de Acción Mutual (INAM), justamente a transformar la institución en entidad mutual, efectuando el lógico aggiornamiento de la misma. Así aparece Atlético Olimpo Asociación Mutual, su actual nombre.
En septiembre de 1988 se renueva el sistema de filtros de la pileta de natación y se comienza con la construcción del quincho que se integra al natatorio.
En octubre de 1989 con el aporte de la firma Sandrin Hermanos, se arregla el piso de la cancha, para ello fue necesario doscientos cincuenta camiones de tierra.

### 1990-1999: Obras, Campeonato de 1994 contra el Clásico, nacimiento de La 13 de Noviembre y tricampeonato 1997, 1998 y 1999
En agosto de 1990 se resuelve construir una cancha de paddle la que se instala en el lugar del primer escenario posteriormente transformado en asador. También se incorpora una cancha de Vóley Playero que se utiliza fundamentalmente durante la temporada de pileta de natación.
En marzo de 1991 se de apertura al gimnasio para ser utilizado por la totalidad de las disciplinas deportivas de la institución y socios. Posteriormente este se reinaugura en el salón del ex Bufet del estadio.
En diciembre de 1991 mediante un convenio con la Municipalidad se construye el cordón cuneta sobre calle Lamadrid y posteriormente en septiembre de 1992 se lo realiza sobre calle San Martín desde Lamadrid hasta Alvear.
En octubre de 1992 se reforma la original cancha de pelota a paleta abierta construyendo dos paredes al fondo que modifican su estructura y la convierten en semicerrada. También se cambian los aparatos de iluminación de la cancha de fútbol, instalando ocho artefactos Phillips de 2000 watts.
En junio de 1993 el Consejo Directivo cita a una reunión de asociados para explicar el proyecto de remodelación del estadio que implica la eliminación de las dos canchas de tenis de polvo ladrillo existentes y la parquización de este sector dotando así de mayor espacio al natatorio. Se utilizan cincuenta camiones de tierra para relleno.
Cumpliendo con la nueva reglamentación de la Liga Regional de Fútbol Adrián Beccar Varela se resuelve construir los vestuarios para árbitros y equipo visitante detrás del arco Norte con ingreso por calle Alvear.
Así como en su momento se hizo necesario trasladar por razones de espacio físico la vieja cancha de la Manzana N.° 30 a calle Lamadrid, también esta comenzó a resultar insuficiente en espacio. El fútbol infantil utilizaba las instalaciones dos horas por semana, comenzó a requerir mayor  cantidad de días y horas como consecuencia de establecer distintas categorías y una mayor exigencia deportiva. Se plantearon distintas posibilidades de solución, conviviendo la Comisión Directiva de turno adquirir con fecha 8 de octubre de 1993 mediante escritura N.° 125 celebrada ante el escribano Adolfo Videla el denominado "terreno de los médicos" en $6300 que constaba de treinta y cuatro lotes de terreno que forman un conjunto y son integrados para la práctica de fútbol infantil y cancha de hockey sobre césped.
En el año 1993 se conforma un equipo con varios refuerzos que llega a jugar la final, pero pierde contra Argentino de Monte Maíz. Para el año 1994 sigue la base del equipo. Continúan Fabián Pfafen, Américo Ozan, Gabriel Vales y Jorge Rodríguez, algunos dejan el club; Luis Carranza, Anibal Muggione, y el retiro de Javier Guglielmetti por una rotura de ligamentos cruzados, que a partir del mismo año se incorpora al cuerpo técnico como kinesiólogo en el cual sigue hoy en día. Aparece Javier "Pito" Luján. Olimpo disputa la final contra su clásico Recreativo. El primer partido terminó 1 a 1 con gol de tiro libre de Jorge "Bocha" Rodríguez, en cancha de Recreativo. El partido de vuelta en cancha de Olimpo, fue el 13 de noviembre, nuevamente el "Bocha" Rodríguez de córner con un gol olímpico sentenció el 1 a 0 local. Así nace "La 13 de Noviembre" Barrabrava de Olimpo. Pasaron a la historia: Fabián Pfafen, Eduardo Livolsi, Martín Gauna, Abel Palmero, Américo Ozan, Gustavo Aloati, Gabriel Vales, Víctor Lujan, Alejandro Bisogno, Jorge Rodríguez, Raúl Castro, Ricardo Canedo, Jorge Berias, Sergio Urquiza, Hernan Ruíz, Jorge Amaya, Mauro Manelli, Claudio Lazzaroni, Marcelo Cuello, Roberto Ferro, Sergio Viacaba y Carlos Faenze. Dt: Oscar Alfredo Sosa. Ayudantes: Miguel Luna, Carlos Ollero, Javier Guglielmetti (kinesiólogo) y Reynoso Gustavo (médico).
Producto del entusiasmo provocado por el campeonato conseguido en el año 1994 se resuelve la construcción de una tribuna de madera de treinta metros de largo y siete escalones.
En 1995 la Subcomisión de Bochas construye un aljibe de 35000 litros para riego de las canchas.
En julio de 1996 se construye un asador cubierto utilizando el espacio existente entre las canchas de bochas y el salón de fiestas y deportes, con puerta hacia este último y salida a calle San Martín. En la misma obra se construyen baños internos para las canchas de bochas.
En 1997 Olimpo inicia el año bajo la conducción de Américo Ozan como entrenador quien además era jugador, pero al no darse los resultados esperados Ozan decidió dar un paso al costado como Dt pero siguió como jugador. Había que elegir un reemplazante y la opinión estaba dividida, algunos apoyaban a Oscar sosa, otros a Julio César Baggini. Al no poder estar de acuerdo se decide contratar a los dos. Comenzaron a darse los resultados y en semifinales Olimpo deja en camino a Atlético de Pascanas empatando de visitante y ganando 1 a 0 de local, así llegó la final contra Argentino de Monte Maíz(al mejor de 3 partidos), Olimpo gana el primer partido de local 1 a 0, el segundo empata 1 a 1 y el tercero, gana Argentino. Olimpo logra el título por penales. Los campeones fueron: Mauricio Pedernera, Carlos Díaz, Martín Gauna, Mauro Manelli,  Marcelo Ghirardi, Hernán Ruíz, Américo Ozan, Aníbal Muggione, Víctor Luján, Alejandro Bisogno, Jorge Rodríguez, Miguel Quinteros, Jorge Berias, Sergio Urquiza, Carlos Salaberry, Carlos Faenze, Damián Rossi, Pablo Faenze, Darío Vicario, Claudio Galassi, Leandro Inocencio, Elías Marconi, Néstor Lucas Pedraza y Adrián Lucantoni. Dt: Oscar Sosa y Julio César Baggini. Ayudantes: Carlos Ollero, Javier Guglielmetti (kinesiólogo) y Gustavo Reynoso (médico).
Año 1998; el equipo campeón del año anterior estaba listo para continuar, solo se harían algunos retoques. Se fueron Américo Ozan y el "Bocha" Rodríguez, también el "Huevo" Muggione y volvió Luis Carranza. A principios del campeonato muchos hablaban de ciclos cumplidos, pocos lo veían como candidato, pero a lo largo del año el plantel se sobrepuso a todas las dificultades. El goleador fue Alejandro Bisogno con 13 tantos, así logró el campeonato "60 aniversario" de la Liga Regional de Fútbol Adrián Beccar Varela. El plantel estaba compuesto por: Mauricio Pedernera, Carlos Díaz, Martín Gauna, Mauro Manelli, Luis Carranza, Hernán Ruíz, Carlos Faenze, Alejandro Bisogno, Víctor Luján, Ricardo Canedo, Carlos Salaberry, Miguel Quinteros, Sergio Urquiza, Damián Rossi, Leandro Inocencio, Daniel Polvaran, Jorge Berias, Gonzalo Neira, Claudio Galassi, Juan Martín Maurino, Darío Vicario, Néstor Lucas Pedraza, Pablo Faenze, Elio Cogo, Martín Manelli y Pedro Quinteros. Dt: Óscar Sosa y Julio César Baggini. Ayudantes: Ariel Romero, Ramón López, Javier Guglielmetti (kinesiólogo) y Gustavo Reynoso (médico).
En 1999 Olimpo renueva a Oscar Sosa, quien llegó al club en 1991, para hacerse cargo de las inferiores, luego asumió la primera. Se incorporó a Fernando Quinteros proveniente de Argentino de Monte Maíz y a Mauro Jarrys quien surgió de Recreativo. Olimpo disputó la final vs Independiente de Pascanas. El primer partido ganó Olimpo de local, y el segundo fue un empate 3 a 3 lo cual consagró tricampeón al "Chuchumengo". Los tricampeones fueron: Mauricio Pedernera, Carlos Díaz, Mauro Manelli, Abel Palmero, Hernán Ruíz, Martín Gauna, Carlos Faenze, Carlos Salaberry, Luis Carranza, Fernando Quinteros, Miguel Quinteros, Mauro Jarrys, Alejandro Bisogno, Víctor Luján, Leandro Inocencio, Sergio Urquiza, Damián Rossi, Claudio Galassi, Juan Martín Maurino, Gonzalo Neira, Néstor Lucas Pedraza, Alberto Bulnes, Elio Cogo, Aurelio Ricagni, Leonardo González, Mario Allende y Pablo Faenze. Dt: Oscar Sosa. Ayudantes: Ramón López, Raúl Lucantoni, Ariel Romero, Carlos Ollero, Javier Viani, Javier Guglielmetti (kinesiólogo) y Gustavo Reynoso (médico).
En febrero de 1999 mediante un convenio con la Municipalidad se acuerda la construcción de 280 metros lineales de pavimento sobre calles Lamadrid y San Martín, esto en frente al estadio y calle del costado, con un costo de $28600.

### 2000-2009: Obras, campeonato de 2003 y 2009
Año 2003: este año llega Milton Rodríguez, quien se convertiría en sucesor de Carlos Díaz y Luis Carranza, entre otros. También llegó Pablo Atala. Vino el "Corto" Smith de Monte Maíz, el resto eran locales. En semifinales Olimpo eliminó a Atenas de Ucacha y esperaba en la final Independiente de Pascanas. El primer partido se jugó en Laborde, el cual ganó Independiente 1 a 0 con un gol a los 90 minutos. El segundo en Pascanas con un 2 a 1 para Olimpo y el tercero en cancha de Argentino de Monte Maíz un 16 de noviembre, fue 0 a 0. Olimpo venció en los penales. Los campeones fueron: Mauricio Pedernera, Abel Palmero, Milton Rodríguez, Hernán Ruíz, Diego Smith, Leonardo Orellano, Pedro Quinteros, Miguel Quinteros, Maximiliano Baggini, Carlos Salaberry, Luis María Forconi, Víctor Luján, Pablo Andrés Atala, Fernando Quinteros, Alejandro Bisogno, Ricardo Canedo, Leandro Quinteros, Waldemar Gerardo Millan, Mario Antonio Allende, Matías Bordi, Juan Martín Maurino, Cristián Bubrosky, Jorge Fernando Pelizza, Lucas Caudana, Ricardo Collas, Daniel Agüero y Pablo Lezcano. Dt: Adrián Lucantoni. Ayudantes: Raúl Lucantoni, Javier Viani, Javier Guglielmetti (kinesiólogo) Claudio Dante Bonino, Ramón López y Ariel Darío Romero.
En abril del año 2004 con la intención de mejorar el estado del piso de la cancha de fútbol, se instala un sistema de riego.
En el transcurso del año 2008 en el lugar de bochas, culmina la obra del salón de Bufet con capacidad para 80 personas que a su vez se utiliza durante el desarrollo de otras actividades deportivas. Junto a esta construcción se construye un galpón para depósito y mantenimiento detrás del escenario. La obra se inaugura en julio de ese año.
Después del campeonato 2003, Olimpo pierde las finales del 2004, 2005, 2007 y 2008. En el año 2009 se cambiaba el formato del campeonato, ahora sería Apertura y Clausura. Continúan Mauricio Pedernera, Pedro Quinteros, Cristián Gauna, Carlos Salaberry, Víctor Luján, Gonzalo Neira y Miguel Quinteros. Se incorporan Osvaldo "Pichi" Neira, Diego Parisi, Raúl Brito, y Carlos Serrano. Vuelven Diego "Juguito" Origlia, Eleonel "Tito" Rey, Maximiliano Cuello y Cristián Lucantoni luego de haber integrado clubes de la AFA. Esta vez la final es contra Renny de Wenceslao Escalante, el primer partido en cancha de Renny Olimpo gana 5 a 1, el partido de vuelta Olimpo ganaba 1 a 0 y en el segundo tiempo Renny lo da vuelta 2 a 1 obligando un 3.er partido en cancha neutral. Se juega en la cancha de Argentino de Monte Maíz, Olimpo empieza ganando en el primer tiempo con gol de Miguel Quinteros de tiro libre, pero en el segundo tiempo Renny empata con un gol en contra de Olimpo. El partido se define en penales, el cual Olimpo gana 4 a 3 con goles de Miguel Quinteros, Pedro Quinteros, Eleonel Rey y Mauricio Pedernera. Los campeones fueron: Mauricio Pedernera, Carlos Serrano, Diego Origlia, Maximiliano Baggini, Pedro Quinteros, Cristián Gauna, Carlos Salaberry, Víctor Luján, Lucas Caudana, Gonzalo Neira, Maximiliano Cuello, Miguel Quinteros, Diego Parisi, Ricardo Collas, Matías Bordi, Ignacio Viglione, Maximiliano Lezcano, Raúl Britos, Cristián Lucantoni, Eleonel Rey, Matías Maero, Ángel Morales, Carlos Fiori, Fernando García, Pablo Beribey, Guillermo Viani e Ignacio Cerasa. Dt: Fabio Folis. Ayudante: Leonardo Orellano. Preparador Físico: Gustavo Vanerio. Javier Guglielmetti (kinesiólogo), Alejandro Camillozzi (médico).
En julio de 2009 se reforma la pileta de natación adaptada a los tiempos modernos, eliminando los tradicionales trampolines, modificando la profundidad y reduciendo el espejo de agua, se inaugura el 25 de noviembre de 2009 y se le impone el nombre "Natatorio Juan Carlos Molina". También ese año se cierra totalmente con tejido romboidal la cancha de paddle y se renueva la luminaria de la misma. De la misma manera se ilumina la cancha de pelota a paleta con dos equipos halógenos de 2000 watts.

### 2010-2019: 6 finales seguidas
En la temporada 2014, Olimpo armaría un equipo candidato a ganar la Liga Regional de Fútbol Adrián Beccar Varela y jugaría por primera vez el Provincial.
En el Provincial, Olimpo clasifica primero a octavos de final sacando 18 puntos ganando los 6 partidos con 17 goles a favor y 6 en contra. En octavos de final Olimpo se enfrenta a Central de Bell Ville donde empata 1 a 1 de visitante y gana 5 a 0 de local. En cuartos de final se enfrenta a Sportivo Tirolesa de Colonia Tirolesa donde gana 3 a 1 de local, el partido de vuelta Olimpo vence 3 a 2. En semifinales sería contra Recreativo Estrellas de Jovita donde Olimpo vence 2 a 0 de local. En el partido de vuelta Olimpo pierde el invicto al caer 2 a 0, la clasificación a la final se define desde los 12 pasos donde Olimpo vence 4 a 1. La final sería contra el Club Atlético Bell de Bell Ville mediante con polémicas Olimpo caería 2 a 1 de local y de visitante volvería a perder nuevamente 2 a 1 con goles anulados bien hechos para Olimpo. Carlos Serial resultaría goleador del campeonato con 15 goles.
En el apertura 2014 de la Liga, Olimpo clasificaría 4to en la Zona A con 15 puntos. En cuartos de final se enfrentaría con Atlético de Pascanas venciendo el partido de ida por 2 a 0 de local, y en cancha de Atlético Olimpo volvería a ganar por 2 tantos contra 0. En semifinales, se cruzaría con Argentino de Monte Maíz, Olimpo gana 3 a 1 en la ida de local, y en cancha de Argentino Olimpo vencería por 2 a 0 accediendo a la final a disputar contra Talleres de Etruria. El partido de ida es en cancha de Olimpo resultando 1 a 1 con gol de Carlos Serial. El partido de vuelta ganaría Talleres por 2 tantos contra 1 con empate parcial de Carlos Serial. Olimpo saldría subcampeón del Torneo Apertura 2014, con Carlos Serial como goleador del Torneo.
El Torneo Clausura 2014 Olimpo se clasificaría 4.º de Zona Oeste. En cuartos de final el rival sería Atlético de Pascanas, resultando ganador el partido de ida Olimpo por 1 tanto contra 0 y en cancha de Atlético habría un empate 1 a 1. Olimpo accedería a semifinales en donde se enfrentaría a Alianza (Rural-Chazón). En el partido de ida Olimpo vencería 1 a 0 de local, en el partido de vuelta volvería a triunfar Olimpo 2 a 0, accediendo nuevamente a la tercera final consecutiva del año. Olimpo se enfrentaría con Lambert de Monte Maíz y perdería el partido de ida como visitante por 2 a 0, en el partido de vuelta Olimpo arrancaría perdiendo pero logratia revertir el resultado ganando 2 a 1 con goles de Carlos Serial y Osvaldo Neira. Se jugaría un alargue donde no se sacarían diferencias definiendo el campeón desde los 12 pasos, venciendo Lambert por 6 tantos contra 5.
En el Apertura 2015, Olimpo clasificaría 1.º invicto a cuartos de final en la Zona B sacando 28 puntos. En cuartos de final Olimpo se enfrentó contra Jorge Newbery de Ucacha empatando 1 a 1 de visitante, definiendo de local Olimpo vencería 2 a 0 accediendo a la semifinal donde se enfrentaría a Independiente de Pascanas. El partido de ida fue empate en 0 en cancha de Independiente, en el partido de vuelta fue empate 0 a 0 y sin poder convertir en el alargue se definió el finalista por penales, ganando Olimpo 4 a 3. En la final Olimpo se vería las caras con Argentino de Monte Maíz. En la ida Olimpo golearía 4 a 0 de visitante con goles de Osvaldo Neira (x2), Kimey Garavelli y Carlos Herrera. El partido de vuelta, Olimpo perdía los 90 minutos por 2 a 1, con gol de Serial, en el alargue pierde 1 a 0.
En el Clausura 2015, Olimpo accede a cuartos de final clasificando 3.º en la Zona Este. En cuartos de final se cruza con Atlético de Pascanas donde iguala 1 a 1 de local y vence 1 a 0 de visitante. En semifinales juega contra Jorge Newbery de Ucacha donde vence de local 2 a 1 con goles de Serial y Neira. De visitante gana 2 a 0 con goles de Serial y Herrera. En la final se encontró contra Lambert de Monte Maíz donde perdería 2 a 0 de visitante y vencería 1 a 0 de local con gol de Kimey Garavelli, el partido se definiría del punto de penal, venciendo Lambert por 4 a 2. Serial fue el goleador del torneo con 10 tantos.
Llegaría el Apertura 2016 donde Olimpo clasificaría a cuartos de final primero sacando 34 puntos. En cuartos de final se enfrenta contra Atlético de Pascanas igualando 1 a 1 de visitante con gol de Iván Zaleh. El partido de vuelta sería otra vez un empate 1 a 1 con gol de Serial, Olimpo pasa por ventaja deportiva. En semifinales Olimpo se enfrenta a Renny de Wenceslao Escalante donde vence de visitante por 3 tantos contra 1, con goles de Serial, gol en contra de Rubén Berías y Nahuel Sánchez. En el partido de vuelta Olimpo gana 1 a 0 con gol de Carlos Serial. En la final se encuentra ante Argentino de Monte Maíz, el partido de ida en cancha de Olimpo empatan 0 a 0. El partido de vuelta Olimpo está 2 goles abajo a los 17 del segundo tiempo, a los 19 convierte Osvaldo Neira de cabeza y Carlos Serial empata de penal a los 26. El campeón se definiría en un tercer partido en cancha de Independiente de Pascanas. Olimpo arrancaría ganando 1 a 0 con gol de Nahuel Sánchez, pero Argentino lo empataría y se definiría el campeón desde el punto de penal. Olimpo vence 4 a 2 y rompe la mala racha de 5 finales consecutivas proclamándose campeón invicto, con la valla menos vencida (Hernán Ferro 13) y con el goleador del campeonato (Carlos Serial 13). Los campeones son: Hernán Ferro, Wilson Cogo, Iván Zaleh, Diego Origlia, Lucas Caudana, Nahuel Sánchez, Eleonel Rey, Franco Eichörn, Damián Oviedo Gómez, Osvaldo Neira, Carlos Serial, Pablo Beribey y Sergio Chiodi. Dt: Miguel Raschetti. Ayudantes: Walter Castanieto y Javier Guglielmetti (kinesiólogo).
En el Torneo Clausura 2018, Olimpo se clasifica 2.º a cuartos de final. En cuartos de final se enfrenta a Lambert de Monte Maíz donde gana de local el partido de ida por 1 a 0. En partido de vuelta fue empate en 0. En semifinales Olimpo se enfrentó a Jorge Newbery de Ucacha donde empató 1 a 1 de local y ganó 2 a 0 de visitante. En la final se encuentra con Atlético de Pascanas donde empata 0 a 0 de local y caería 2 a 1 el partido de vuelta luego de ir ganando 1 a 0.

### 2020-Actualidad: Nuevo Estadio y Título Provincial
Luego de 10 años de construcción, Olimpo finaliza las obras y se muda del Predio Gigante Barrio Malvinas a su otro Predio ubicado en calle Alvear.
En el año 2020/21, Olimpo disputa el  Provincial de 
Córdoba, en el cual sale primero en la Zona D, cosechando 16 puntos sobre 18, ganando 5 partidos y empatando 1, convirtiendo 21 goles y recibiendo 4. El 9 de marzo de 2020, Olimpo juega en octavos de final contra Defensores de San Antonio de Litín, donde pierde 3 a 1 de visitante, luego de este partido el Campeonato es suspendido por la Pandemia del COVID-19, y el partido de vuelta se juega el 23 de febrero de 2021, casi 1 año después. Olimpo gana 2 a 0 y el encuentro se define en el punto de penal, donde termina siendo vencedor por 3 a 1. En cuartos de final, Olimpo se enfrenta contra Independiente de Pueblo Italiano. El partido de ida se juega en cancha de Independiente donde gana Olimpo 2 a 0. El partido de vuelta gana Independiente 1 a 0, Olimpo pasa por diferencia de goles. En semifinales Olimpo se enfrenta a Asociación Deportiva El Arañado de El Arañado donde empata 1 a 1 de visitante y define de local ganando 1 a 0 para así volver a disputar otra final del Torneo Provincial. En la final Olimpo se enfrenta a Almafuerte de Las Varillas al cuál golea 5 a 1 de visitante. El partido de vuelta Olimpo gana 1 a 0 y obtiene por primera vez el Campeonato Provincial de Clubes de Primera División.
Carlos Serial, fue el goleador del certamen 2020/21, convirtiendo 10 goles. Para así convertirse en el máximo goleador de la historia del Provincial. En el campeonato 2014 convirtió 15 goles (récord de goles en un mismo torneo), para un total de 25 goles.
El plantel campeón: Nicolás Piacenza, Gabriel Nardin, Franco Lucero, Eleonel Rey, Lucas Caudana, Lautaro Mansilla, Ignacio Viglione, Franco Eichörn, Erik Maldonado, Héctor Baini, Carlos Serial, Marcos Báez, Nicolás Lucero, Carlos Herrera, Joaquín Lezcano, Franco Bussolino, Wilson Cogo, Emanuel Delgado, Ignacio Bordi, Julián Canedo, Braian Maldonado, Juan Lerda, Nahuel Seco y Gianfranco Heredia. Dt: Gustavo Vanerio. Ayudante: Miguel Quinteros. Preparador Físico: Pablo Francischetti. Médico: Abel Palmero. Kinesiólogo: Javier Guglielmetti.

## Símbolos

### Evolución del escudo
|           |           |           |           |           |               |
| 1911-1934 | 1934-1988 | 1988-2008 | 2008-2009 | 2009-2018 | 2018-presente |

A lo largo de la historia, el club tuvo 5 escudos. El primero se estrenó en 1911 y se utilizó hasta 1934. Era de fondo azul con tres franjas verticales amarillas. Arriba tenía su nombre de Fundación "Olimpo Foot Ball Club".
Luego, con el motivo del cambio de nombre, pasa a ser de fondo azul marino con dos franjas amarillas verticales y en el medio una franja azul. Arriba una franja horizontal blanca con las iniciales "C.A.O." (Club Atlético  Olimpo) en color negro.
A finales de la década de 1980, se le reconoce y autoriza a funcionar como Asociación Mutual. Por ende al cambio de nombre el escudo es actualizado cambiando las iniciales "C.A.O." por "A.O.A.M." (Atlético Olimpo Asociación Mutual).
Posteriormente, a fines del 2008 se produjo una breve modificación, ya que al año siguiente vuelve el escudo anterior. El fondo del escudo es azul oscuro, con las mismas franjas amarillas verticales y la azul al medio, se quita la franja horizontal blanca y en su lugar quedan las iniciales "A.O.A.M." de color azul.
La última modificación realizada fue en mitad del año 2018. Con un borde amarillo, azul oscuro de fondo, con las dos franjas amarillas y la azul al medio. Arriba se cambia la franja horizontal blanca por una amarilla con sus iniciales "A. Olimpo A.M." de color azul.

## Instalaciones
Sede social: la sede de Olimpo se encuentra en San Martín 148, en pleno centro de la localidad de Laborde, frente a la Plaza Olmos. A su lado está el  departamento de ayuda económica, seguros y turismo. En el primer piso funciona la secretaría administrativa. Cuenta con salón de fiestas.
En calle San Martín y Lamadrid: predio de 19.800 metros cuadrados.
- Pileta de natación y parque recreativo de verano con bufet y quincho.
- Canchas de bochas con piso sintético y bufet.
- Salón para prácticas deportivas y actividades sociales con capacidad para 500 personas.
- Gimnasio con aparatos para sus deportistas y socios en general.
- Cancha de fútbol 7.
- Cancha de paddle de blindex.
- Cancha de paddle.
- Cancha de frontón iluminada.
- Cancha de básquet y patín.
- Pista con escenario.

En calle Alvear entre Pueyrredón y Rivadavia: predio de 7 hectáreas.
- Polideportivo para fútbol infantojuvenil con tres canchas.
- Una cancha de hockey sobre césped con todas las instalaciones necesarias.
- Cancha de fútbol mayor con tribunas y alambrado perimetral conforme a la reglamentación de AFA para campeonatos superiores.

## Infraestructura

### Primeros estadios
El primer Estadio se instaló en terrenos adquiridos a Eugenio Galassi ubicado en la manzana N.º 30 de Laborde cuyas dimensiones alcanzaban 10.000 metros cuadrados. Fue inaugurado en 1917. El mismo estaba cercado con un tejido de alambre de dos metros de altura y rodeado de ligustros, contaba con una cancha de fútbol, una de tenis, una de básquet-ball, dos de bochas, vestuarios, baños y molino y motor eléctrico para el servicio de agua caliente. 
Olimpo hizo de local en este Estadio desde 1917 hasta 1946 logrando un título de la Liga Regional de Fútbol Adrián Beccar Varela en la inauguración de la misma en el año 1938.
Luego vendría un crecimiento de la población y por ende de la institución que requería un cambio de escenario.
El 15 de noviembre de 1942, se realiza una Asamblea General Extraordinaria de socios para tratar la adquisición de un terreno donde construir un nuevo Estadio. Aprobada la propuesta se compra a Teresa Bisay de Gilardoni el terreno de 18.900 metros cuadrados ubicado en Lamadrid entre San Martín, Lavalle y Alvear.
Inmediatamente en la Asamblea General Ordinaria de socios del 27 de diciembre de 1942 se aprueba la venta del terreno del antiguo Estadio.
El día 1 de diciembre de 1946 a las 12 horas es inaugurado oficialmente el Estadio Gigante Barrio Malvinas donde Olimpo fue campeón en un total de 13 oportunidades en la Liga Regional de Fútbol Adrián Beccar Varela en 1960, 1965, 1966, 1971, 1974, 1987, 1994, 1997, 1998, 1999, 2003, A. 2009 y A. 2016. Allí Olimpo disputó sus partidos de local desde el año 1947 hasta el 2020. Contaba para una capacidad de 500 personas en una tribuna de madera y 1500 personas alrededor de la cancha.

### Estadio actual
Así como en su momento se hizo necesario trasladar por razones de espacio físico la vieja cancha de la Manzana N.º 30 a la de Calle Lamadrid, también esta comenzó a resultar insuficiente en espacio. Se plantearon distintas posibilidades de solución, conviniendo la Comisión Directiva adquirir con fecha 9 de octubre de 1993 mediante escritura N.º 125 celebrada ante el escribano Adolfo Videla el denominado "terreno de los médicos" en $6300 que constaba de 34 lotes de terreno que forman un conjunto y son integrados para la práctica de Fútbol Infantil y Cancha de Hockey sobre césped.
En la actualidad el predio es de 7 hectáreas y está ubicado en la calle Alvear entre Pueyrredón y Rivadavia.
En el año 2011 Olimpo decide construir un nuevo Estadio. En 2013 construye la tribuna local con los vestuarios (local, visitante y de árbitros) y baños. Entre 2014 y 2017 se nivela el campo de juego y se siembra con pasto. Entre 2018 y 2019 se construye el bufet con baños para visitantes, se coloca el alambrado olímpico y se plantan árboles atrás del arco Norte.
En noviembre de 2020 Olimpo ilumina el Estadio, pinta las tribunas y las paredes de la cancha.
El 21 de febrero de 2021 luego de un parate de un año por la Pandemia de COVID-19 es inaugurado el Estadio Coco Bordi en un partido de octavos de final por el Provincial de Córdoba ante Defensores de San Antonio de Litin con victoria de Olimpo por 2 a 0 y avanzando de ronda por penales (3 a 1) tras haber perdido el partido de ida por 3 a 1. En este Estadio ganó un título, el Provincial 2020/21.
El Estadio cuenta con una capacidad de 3000 espectadores.

## Hinchada
En 1999, comiendo un asado en el quincho del estadio, haciendo la vigilia de un partido, ese grupo de jóvenes ya organizados como hinchada del "chucho", en esas charlas de sobremesa, allí nace la idea de darle un nombre a la hinchada. Que otro nombre se podría ocurrir que no fuera "La 13 de Noviembre". Justamente el 13 de noviembre de 1994, Olimpo le ganaba la final a Recreativo, con un gol olímpico sobre el final del encuentro del histórico jugador Bocha Rodríguez.
En el año 2003 La 13 de Noviembre logra una integración tal que identifica finalmente esa barra de seguidores que se hizo sentir en cada cancha que visitó, y por supuesto debidamente equipada con múltiples instrumentos de percusión, pasaría a ser la "pionera" de la liga.
Cada clásico, cada partido importante, implica para esta organización, juntar papeles para cortar y fraccionar en bolsitas, comprar humos de colores (azul y amarillo) y bombas de estruendo, entre otras.

## Rivalidades
Su clásico rival es el Club Recreativo, con el cual disputa el clásico de Laborde.

- El primer partido se disputó el 17 de julio de 1919, y en el mismo, Olimpo se impuso por 1 a 0 ante Recreativo.
- Entre el 17/07/1919 al año 1937, corresponden a partidos amistosos.
- El primer partido oficial fue el año 1938, por la Liga Regional de Fútbol Adrián Beccar Varela, Olimpo venció 1 a 0 a Recreativo.
- Se enfrentaron en una final. En la Liga Regional de Fútbol Adrián Beccar Varela en el año 1994. El partido de ida en cancha de Recreativo empatan 1 a 1, con gol de tiro libre de Jorge "Bocha" Rodríguez y el partido de vuelta en cancha de Olimpo ganó por 1 a 0, con un histórico gol olímpico de Jorge "Bocha" Rodríguez.
- En los llamados mano a mano, Olimpo ganó en 1 ocasión, Recreativo 2 veces.
- La mayor goleada en la historia del clásico la consiguió Olimpo, el 10 de septiembre de 1978, cuando goleó por 6 a 0 a Recreativo.

Olimpo domina el historial, y supera a Recreativo por 45 partidos.
Actualizado al 8 de junio de 2025.
| Rival      | PJ  | PG | PE | PP | GF  | GC  | DIF |
| ---------- | --- | -- | -- | -- | --- | --- | --- |
| Recreativo | 180 | 78 | 69 | 33 | 202 | 175 | +45 |

### Máximos goleadores en clásicos
| N.°  | Jugadores               | Goles |
| ---- | ----------------------- | ----- |
| 1.°  | Miguel Quinteros        | 18    |
| 2.°  | Víctor Javier Luján     | 14    |
| 3.°  | Alejandro Bisogno       | 10    |
| 4.°  | Julio César Baggini     | 10    |
| 5.°  | Carlos Serial           | 9     |
| 6.°  | Jorge Alberto Lazzaroni | 8     |
| 7.°  | Lucas Caudana           | 7     |
| 8.°  | Roberto Gramajo         | 6     |
| 9.°  | Jorge Rodríguez         | 5     |
| 10.° | Osvaldo Neira           | 5     |

## Organigrama deportivo

### Plantel 2022
- Los números de los jugadores no son fijos ya que en el Club las camisetas de los titulares van de la 1 a la 11, y las de los suplentes de la 12 a la 18.

## Presidentes
| N.°  | Presidente                | Mandatos    |
| ---- | ------------------------- | ----------- |
| 1.°  | Isaías Cavia              | s/datos     |
| 2.°  | Damián Alzugaray          | s/datos     |
| 3.°  | Carlos A. Galli           | s/datos     |
| 4.°  | Luis Gilardoni            | s/datos     |
| 5.°  | José Urrutia              | s/datos     |
| 6.°  | Claudio Lorenzo Mansilla  | 1930 - 1932 |
| 7.°  | Ángel Ernesto Galli       | 1932 - 1933 |
| 8.°  | Carlos Real               | 1933 - 1933 |
| 9.°  | Julio Azcurra             | 1933 - 1933 |
| 10.° | Claudio Lorenzo Mansilla  | 1933 - 1935 |
| 11.° | Carlos Real               | 1935 - 1936 |
| 12.° | Carmelo Scarmatto         | 1936 - 1936 |
| 13.° | Carlos Real               | 1936 - 1937 |
| 14.° | Ildefonso Emilio Pérez    | 1937 - 1937 |
| 15.° | Carlos Real               | 1937 - 1938 |
| 16.° | Ildefonso Emilio Pérez    | 1937 - 1940 |
| 17.° | Claudio Lorenzo Mansilla  | 1940 - 1942 |
| 18.° | Hilario Enrique Reynoso   | 1942 - 1943 |
| 19.° | Francisco Clemente Bisay  | 1943 - 1943 |
| 20.° | José Mosquera             | 1943 - 1945 |
| 21.° | Sebastián Vicente Baggini | 1945 - 1945 |
| 22.° | José Mosquera             | 1945 - 1947 |
| 23.° | Carlos José Gilardoni     | 1947 - 1947 |
| 24.° | Máximo Heuser             | 1947 - 1948 |
| 25.° | José Mosquera             | 1948 - 1952 |
| 26.° | Carlos José Gilardoni     | 1952 - 1955 |
| 27.° | Guido Rossi               | 1955 - 1958 |
| 28.° | Federico Rinaldo Tosi     | 1958 - 1962 |
| 29.° | Ramón Baudracco           | 1962 - 1964 |
| 30.° | Celso Soliani             | 1964 - 1964 |
| 31.° | Rodolfo Vicente Barabani  | 1964 - 1966 |
| 32.° | Néstor Francisco Manelli  | 1966 - 1966 |
| 33.° | Aurelio Celestino Galassi | 1966 - 1966 |
| 34.° | Néstor Francisco Manelli  | 1966 - 1968 |
| 35.° | Aurelio Celestino Galassi | 1968 - 1976 |
| 36.° | Aldo Héctor Dottori       | 1976 - 1977 |
| 37.° | Aurelio Celestino Galassi | 1977 - 1977 |
| 38.° | Aldo Héctor Dottori       | 1977 - 1980 |
| 39.° | Jorge Omar Martínez       | 1980 - 1980 |
| 40.° | Aldo Héctor Dottori       | 1980 - 1980 |
| 41.° | Jorge Eduardo Mosquera    | 1980 - 1984 |
| 42.° | Celso Miguel Rocchetti    | 1984 - 1986 |
| 43.° | Héctor José Devalle       | 1986 - 1988 |
| 44.° | Ricardo José Mazza        | 1988 - 1991 |
| 45.° | Omar Félix Baggini        | 1991 - 1993 |
| 46.° | Jorge Luis Luciano        | 1993 - 1995 |
| 47.° | Oscar Félix Salvay        | 1995 - 1997 |
| 48.° | Adelqui Luis Ferrucci     | 1997 - 2001 |
| 49.° | Oscar Alberto Ríos        | 2001 - 2007 |
| 50.° | Gustavo César Ciriaci     | 2007 - 2009 |
| 51.° | Gustavo Daniel Saccon     | 2009 - 2011 |
| 52.° | Gustavo César Ciriaci     | 2011 - 2013 |
| 53.° | José Mazza                | 2013 - 2015 |
| 54.° | Mauro Alberto Manelli     | 2015 - 2019 |
| 55.° | Abel Palmero              | 2019 - act  |

### Comisión directiva 2019-presente
| [[Archivo:\|link=\|22px\|Icono]]Comisión directiva |
| |
| - Presidente: Abel Palmero - Vice 1.º: Raúl Buenaventura Brugnoni - Vice 2.º: Claudio Demaría - Secretario: Gustavo Daniel Saccón - Pro Secretario Gustavo José Bisay - Tesorero Danilo Félix Baggini - Vocal Titular 1.º: Carlos Gabriel Zamprogno - Vocal Titular 2.º: Matías Ezequiel Urquiza - Vocal Titular 3.º: Facundo Daniel Cometto - Vocal Titular 4.º: José Camilo Chiodi - Vocal Titular 5.º: Walterio Leandro Bordi - Vocal Titular 6.º: Juan Carlos Jauregui - Vocal Suplente 1.º: Edgardo Oscar Francischetti - Vocal Suplente 2.º: Juan Pablo Toia - Vocal Suplente 3.º: Claudio Fabián Galassi - Vocal Suplente 4.º: Rubén Darío Vanerio - Junta Fiscaliz. Tit. 1.º: Eduardo Jorge Caudana - Junta Fiscaliz. Tit. 2.º: Franco Maero - Junta Fiscaliz. Tit. 3.º: Raúl Campos - Junta Fisc. Sup. 1.º: Christian Andrés Francischetti - Junta Fisc. Sup. 2.º: Mauro Alberto Manelli - Junta Fisc. Sup. 3.º: Aurelio Víctor Ricagni |
| |

## Datos del club
- Temporadas en Primera División: 0
- Temporadas en Segunda División: 0
- Temporadas en Tercera División: 0
- Temporadas en Cuarta División: 1 (2021-22)[33]
  - Mejor ubicación en Cuarta División: Primera ronda (2021-22)
  - Peor ubicación en Cuarta División: Primera ronda (2021-22)
    - Partidos disputados: 6.
    - Partidos ganados: 2.
    - Partidos empatados: 0.
    - Partidos perdidos: 4.
    - Puntos sumados: 6.

  - Goles en Cuarta División:
    - Goles a favor: 5.
    - Goles en contra: 17.
- Máxima goleada a favor en Cuarta División: Olimpo 3-1 Villa Plomo de Serrano (2021-22).[34]
- Máxima goleada en contra en Cuarta División: Olimpo 0-6 Acción Juvenil de General Deheza (2021-22).[35]

## Participaciones en torneos nacionales
| Campeonatos Nacionales                  | Campeonatos Nacionales | Campeonatos Nacionales | Campeonatos Nacionales | Campeonatos Nacionales | Campeonatos Nacionales | Campeonatos Nacionales | Campeonatos Nacionales | Campeonatos Nacionales |
| Torneo                                  | Posición               | PJ                     | PG                     | PE                     | PP                     | GF                     | GC                     | DG                     |
| --------------------------------------- | ---------------------- | ---------------------- | ---------------------- | ---------------------- | ---------------------- | ---------------------- | ---------------------- | ---------------------- |
| Torneo Regional Federal Amateur 2021-22 | Primera ronda          | 6                      | 2                      | 0                      | 4                      | 5                      | 17                     | -12                    |
| TOTAL                                   | 0 títulos              | 6                      | 2                      | 0                      | 4                      | 5                      | 17                     | -12                    |

     Campeón.
     Subcampeón.
     Ascenso.
     Descenso.
| Total de partidos oficiales | Total de partidos oficiales | Total de partidos oficiales | Total de partidos oficiales | Total de partidos oficiales | Total de partidos oficiales | Total de partidos oficiales | Total de partidos oficiales | Total de partidos oficiales |
| Competición                 | PJ                          | PG                          | PE                          | PP                          | GF                          | GC                          | DG                          | Mejor resultado             |
| --------------------------- | --------------------------- | --------------------------- | --------------------------- | --------------------------- | --------------------------- | --------------------------- | --------------------------- | --------------------------- |
| Cuarta División             | 6                           | 2                           | 0                           | 4                           | 5                           | 17                          | -12                         | Primera ronda               |
| TOTAL                       | 6                           | 2                           | 0                           | 4                           | 5                           | 17                          | -12                         | 0 títulos                   |

## Palmarés
| Torneos Provinciales                                 | Torneos Provinciales                                                                                                | Torneos Provinciales |
| Competición                                          | Títulos | Subcampeonatos |
| ---------------------------------------------------- | --- | --- |
| Provincial (1/1)                                     | 2020/21 | 2014 |
| Torneos Regionales                                   | | |
| Competición                                          | Títulos | Subcampeonatos |
| Liga Regional de Fútbol Adrián Beccar Varela (15/17) | 1938, 1960, 1965, 1966, 1971, 1974, 1987, 1994, 1997, 1998, 1999, 2003, Apertura 2009, Apertura 2016, Apertura 2024 | 1964, 1967, 1968, 1969, 1973, 1980, 1993, 2000, 2004, 2005, 2007, 2008, Apertura 2014, Clausura 2014, Apertura 2015, Clausura 2015, Apertura 2018 (Récord) |

### Estadísticas
- Equipo que más finales seguidas disputó: Olimpo disputó un total de 6 finales seguidas (2 veces), entre 1964 y 1969, perdiendo la de 1964, ganando en 1965 y 1966, y perdiendo en 1967, 1968 y 1969. Y entre 2014 y 2016, perdiendo el Provincial 2014, Apertura 2014, Clausura 2014, Apertura 2015, Clausura 2015 y ganando el Apertura 2016.[41][42]
- Primer y único tricampeón de la Liga Regional de Fútbol Adrián Beccar Varela, (1997, 1998 y 1999).
- Equipo que más finales seguidas perdió: Olimpo perdió un total de 4 finales seguidas de la Liga Regional de Fútbol Adrián Beccar Varela en; (Apertura 2014, Clausura 2014, Apertura 2015 y clausura 2015).